# Kieran West
Kieran Martin West (Kingston upon Thames, 18 de septiembre de 1977) es un deportista británico que compitió en remo.
Participó en dos Juegos Olímpicos de Verano, en los años 2000 y 2004, obteniendo una medalla de oro en Sídney 2000, en la prueba de ocho con timonel. Ganó tres medallas en el Campeonato Mundial de Remo entre los años 1999 y 2003.

## Palmarés internacional
| Juegos Olímpicos   | Juegos Olímpicos        | Juegos Olímpicos | Juegos Olímpicos   |
| Año                | Lugar                   | Medalla          | Prueba             |
| ------------------ | ----------------------- | ---------------- | ------------------ |
| 2000               | Sídney (Australia)      | Medalla de oro   | Ocho con timonel   |
| Campeonato Mundial |                         |                  |                    |
| Año                | Lugar                   | Medalla          | Prueba             |
| 1999               | St. Catharines (Canadá) | Medalla de plata | Ocho con timonel   |
| 2002               | Sevilla (España)        | Medalla de oro   | Cuatro con timonel |
| 2003               | Milán (Italia)          | Medalla de plata | Cuatro con timonel |